# Expres Magazin

Expres Magazin a fost o revistă săptămânală din România înființată în toamna anului 1990 de Mihai Cârciog, Ion Cristoiu și Cornel Nistorescu.